# Lipin (województwo dolnośląskie)
Lipin – wieś w Polsce położona w województwie dolnośląskim, w powiecie polkowickim, w gminie Radwanice.
W latach 1975–1998 miejscowość administracyjnie należała do województwa legnickiego.

## Ekshumacja ofiar wojny
W roku 2015 Pracownia Badań Historycznych i Archeologicznych Pomost przeprowadziła na terenie wsi ekshumację 12 niemieckich cywili zamordowanych w 1945 przez Armię Czerwoną, mężczyzn, kobiet i dzieci pochowanych w zbiorowej mogile.